# Vladimir Bračič
Vladimir Bračič, partizansko ime Mirko, slovenski geograf in pedagog ter politik, * 27. september 1919, Cirkulane, † 28. maj 1996, Maribor.

## Življenje in delo
Oče mu je bil kmet Franc, mati mu je bila gostilničarka Marija (rojena Mesarič). Po končanem učiteljišču v Ljubljani je bil v letih 1940−1942 učitelj. V Osvobodilni fronti je sodeloval od 1941. Bil je udeleženec narodnoosvobodilne borbe, od junija 1942 član Komunistične partije Slovenije, politični komisar Kosovelove brigade, vodja partijske šole 30. divizije in politični komisar podčastniške šole 9. korpusa. Po vojni je dosegel čin rezervnega polkovnika.
Kot študent ob delu je 1952 diplomiral iz geografije in 1965 doktoriral na ljubljanski univerzi. V letih 1945−1959 je opravljal različne družbenopolitične funkcije v raznih krajih, med drugim v Gjirokastru (Albanija), v Sloveniji v prosveti (prosvetni inšpektor, ravnatelj gimnazije na Ptuju, načelnik za prosveto in kulturo Okrajnega ljudskega odbora Maribor) in v družbenopolitičnih organizacijah (sekretar Občinskega odbora Socialistične zveze delavnega ljudstva Slovenije na Ptuju). V letih 1959−1979 je bil profesor zemljepisa na mariborski Višji ekonomsko-komercialni šoli in Pedagoški akademiji. Bil je redni (od 1977) in po upokojitvi zaslužni profesor (1980) Univerze v Mariboru, dvakrat dekan Pedagoške akademije in tri mandate (v dveh obdobjih: 1961-67 in 1973-75) predsednik Združenja visokošolskih zavodov v Mariboru. Bil je eden od pobudnikov za ustanovitev Univerze v Mariboru in  postal njen prvi rektor (1975-79). 
Vladimir Bračič je bil trikrat tudi ljudski poslanec in med letoma 1967 in 1972 pet let član izvršnega sveta republike Slovenije.
Vladimir Bračič se je v raziskovalnem delu posvetil družbeni geografiji, še posebej problematiki manj razvitih območil severovzhodne Slovenije. Napisal je več učbenikov, članke je objavljal v raznih strokovnih in znanstvenih revijah ter bil urednik več zbornikov. Sodeloval je tudi pri nastajanju knjige Geografije Slovenije. Organiziral je več znanstvenih posvetov v domovini in se udeležil več mednarodnih kongresov. Dobil je Žagarjevo nagrado, zlato plaketo univerze v Ljubljani in 1979 visoko madžarsko odlikovanje.